# Charbel Abraham
Charbel Abraham, född 27 mars 1979, är en svensk före detta fotbollsspelare och numera tränare. Han är från och med 13 juli 2024 huvudtränare i Skövde AIK.
Han var mellan 2012 och 2017 förbundskapten för Sveriges herrlandslag i futsal.

## Karriär

### Spelarkarriär
Abraham har vunnit fem SM-guld i Futsal med Skövde AIK. Han har spelat 13 matcher och gjort 8 mål på tre säsonger i Uefa Futsal Cup. Han var med och blev nordisk mästare 2013.
Abraham spelade för IFK Skövde mellan 1997 och 2003. Mellan 2004 och 2008 spelade han för Skövde AIK. Åren 2009 till 2013 spelade han återigen för IFK Skövde, där han var spelande tränare. 

### Tränarkarriär
Efter att ha varit spelande tränare, lämnade han 2013, för att bli assisterande tränare i Skövde AIK innan han 2013 tog över som huvudtränare i IFK Skövde. I november 2013 blev han klar som huvudtränare för Skövde AIK. I oktober 2016 blev Abraham huvudtränare för Assyriska FF. I november 2016 återvände Abraham till Skövde AIK. I december 2018 blev Abraham klar som assisterande tränare i Jönköpings Södra IF. 2020 lämnade han klubben.
Mellan 2021 och i mitten av 2023, var han återigen huvudtränare för IFK Skövde.
I oktober 2023, återvände han och tog tillsammans med Oscar Garcia, över tränaransvaret för Jönköpings Södra IF.
Redan i november 2023 lämnade han och övriga delen av tränarstaben i J-Södra.
I juli 2024 tog han över nygamla klubben Skövde AIK i Superettan.

### Förbundskapten för Sveriges herrlandslag i futsal
Abraham var assisterande förbundskapten för futsallandslaget säsongerna 2012/13 och 13/14. 2014 tog han över som förbundskapten och 2017 lämnade han posten.